# 静岡県道163号東柏原沼津線

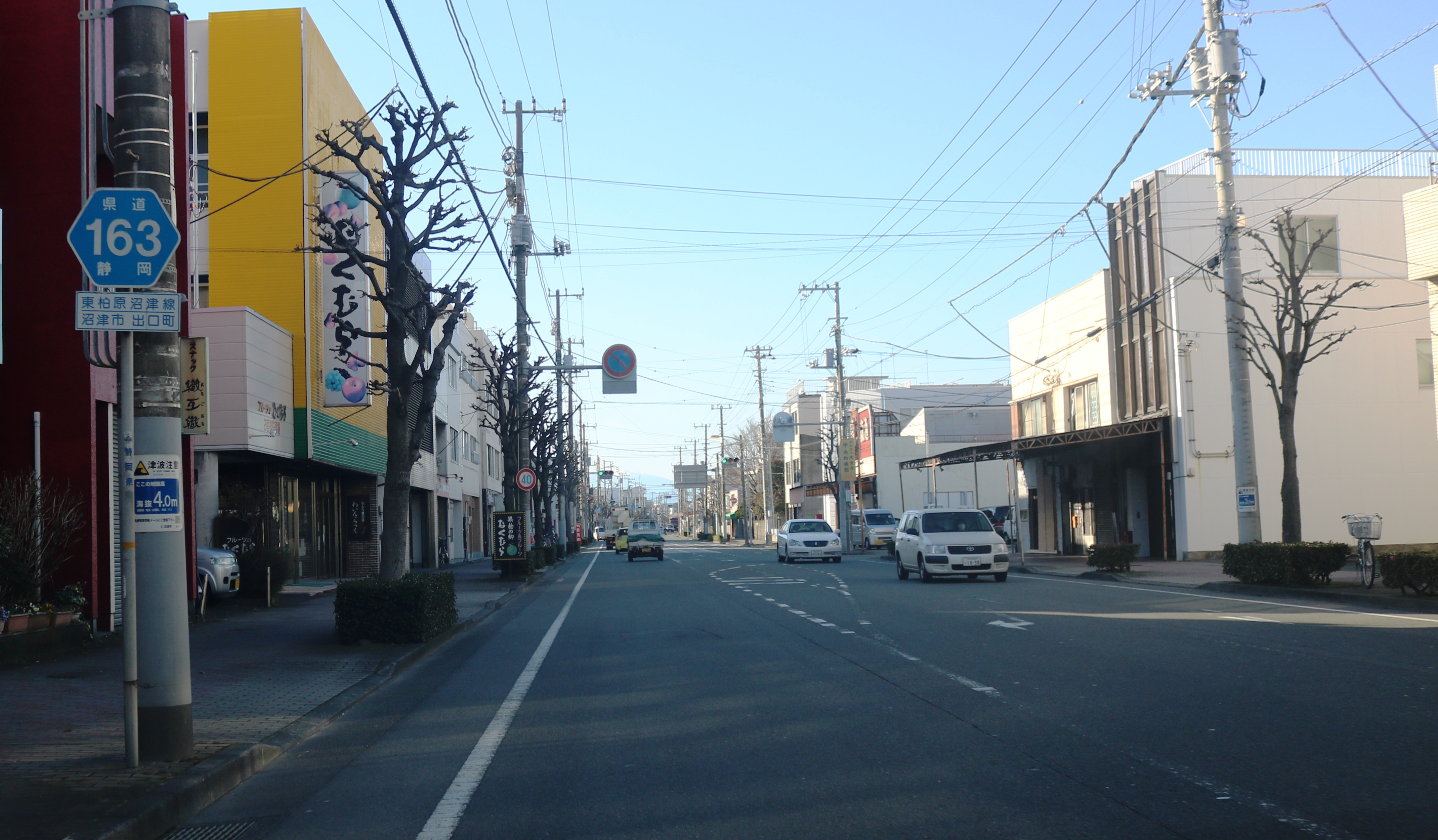
静岡県道163号東柏原沼津線、沼津市出口町にて

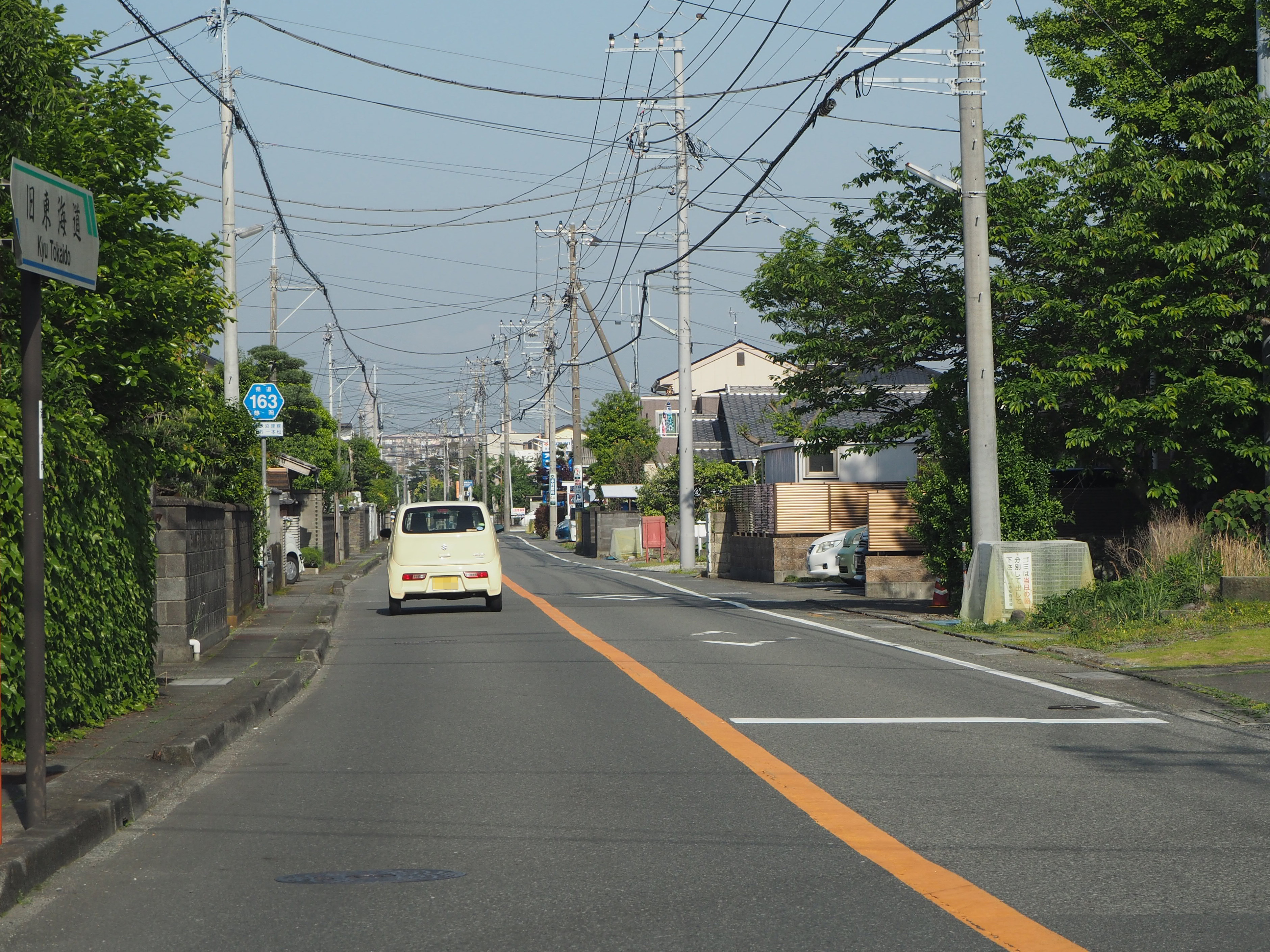
沼津市一本松にて

静岡県道163号東柏原沼津線（しずおかけんどう163ごう ひがしかしわばらぬまづせん）は、静岡県富士市から沼津市に至る一般県道であった路線。

## 概要

### 路線データ
- 起点：静岡県富士市東柏原新田（静岡県道380号富士清水線交点）
- 終点：静岡県沼津市浅間町（静岡県道160号千本城内線交点）
- 実延長：10,467m[1]

## 沿革
- 1960年（昭和35年）4月1日 - 認定[2]
- 2024年（令和6年）7月26日 - 数度の区域変更の末、廃止（沼津市および富士市に移管）[3]。

## 通過する自治体
- 静岡県
  - 富士市
  - 沼津市

## 接続する道路
- 静岡県道380号富士清水線（東海道）（起点：東柏原交差点）
- 静岡県道166号石川一本松線（沼津市一本松）
- 静岡県道165号原停車場線（原駅入口交差点 - 原交番東交差点で重複）
- 静岡県道164号西椎路松長線（沼津市松長）
- 静岡県道380号富士清水線（東海道）（西間門交差点）
- 静岡県道160号千本城内線（終点：浅間町交差点）

## 周辺
- 国道1号沼津バイパス
- JR東海道本線
  - 東田子の浦駅
  - 原駅
  - 片浜駅
  - 沼津駅
- 国土交通省中部運輸局静岡運輸支局 沼津自動車検査登録事務所
- 沼津市役所
- 聖隷沼津病院
- 静岡県立沼津特別支援学校
- 静岡県立沼津西高等学校
- 沼津市立原中学校
- 沼津市立片浜中学校
- 沼津市立第二中学校
- 沼津市立原小学校
- 沼津市立原東小学校
- 沼津市立片浜小学校
- 沼津市立千本小学校
- 沼津市立第一小学校
- 沼津市立第二小学校
- 東海道五十三次
  - 吉原宿
  - 原宿
  - 沼津宿
- 千本浜
- 千本松原
- IHI運搬機械 沼津工場
- 明電舎 沼津事業所
- LDF 本社・沼津工場（東芝ライテック関連会社）
- 図書製本 沼津事業所（図書印刷グループ）
- カインズ 沼津店
- ケーヨーデイツー 沼津原町店
- 西友 松長店
- マックスバリュ
  - 沼津原町店
  - エクスプレス 沼津原町西店
- クリエイトエス・ディー 沼津原店